# شیرشاه (بازی ویدئویی)
شیرشاه (انگلیسی: The Lion King) یک بازی ویدئویی در سبک سکوبازی است که توسط ویرجین اینتراکتیو در سال ۱۹۹۴ و در پلت‌فرم‌های داس، آمیگا، سیستم سرگرمی نینتندو، سوپر نینتندو و سگا مگا درایو منتشر شده‌است.